# Spălătorese la râu (pictură de Nicolae Grigorescu)
Acest articol dezvoltă secțiunea Opera a articolului principal Nicolae Grigorescu.
Spălătorese la râu este o pictură realizată de pictorul român Nicolae Grigorescu în perioada anilor 1863 - 1866, probabil în anul 1867. Lucrarea aparține Muzeului Național de Artă al României, nu a fost datată de către artist, dar a fost semnată în partea dreapta jos a ei. Criticul de artă George Oprescu, a considerat că această operă este un caz tipic de incertitudine în privința datării, ce rezultă din reminiscențele de ordin clasicist pe care le prezintă. El a socotit că modul de abordare și de înfăptuire a acestei picturi, este datorat de intenția artistului de a face pe plac consumatorului de artă din acele timpuri.

## Descrierea lucrării
Lucrarea Spălătorese la râu a fost prezentă la Expoziția Tezaurului României din anul 1957, sub numele La râu. Realizarea tabloului a fost datat de către unii analiști în perioada anilor 1863 - 1866, criticul George Oprescu fiind de părere că el ar fi fost făcut în anul 1867.

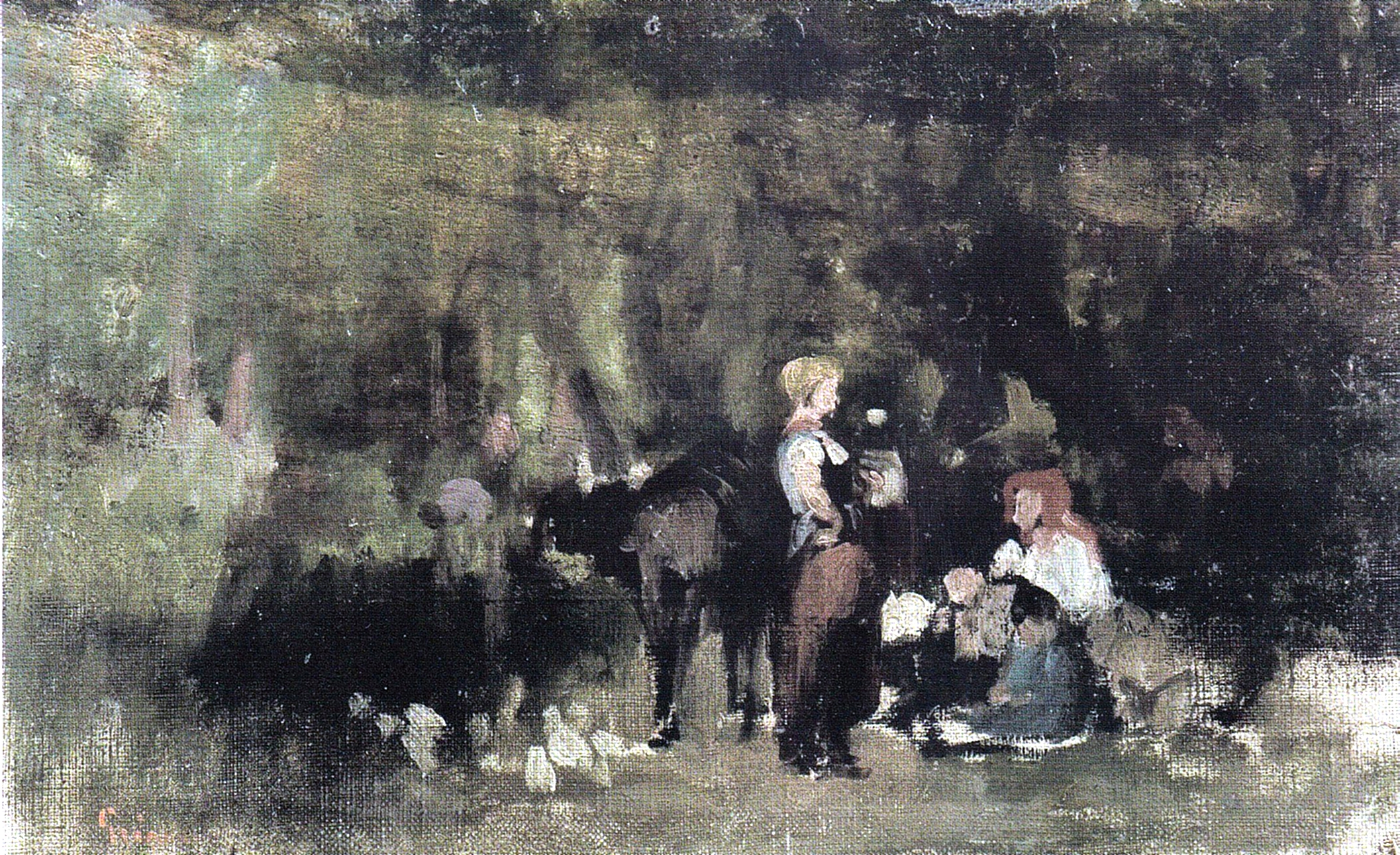
Studiu La râu

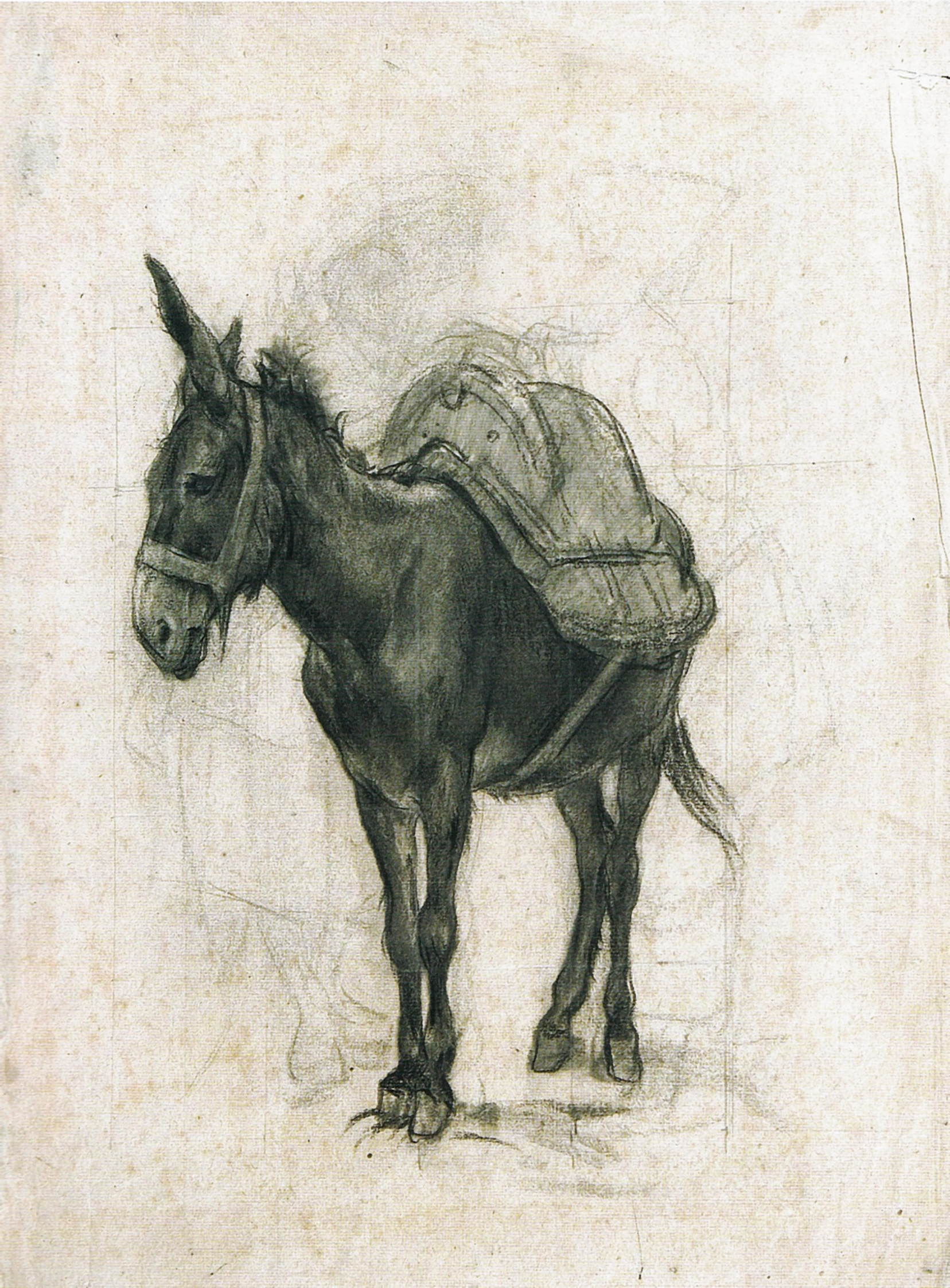
Măgar cu samar

George Oprescu a considerat că această operă este un caz tipic de incertitudine în privința datării, ce rezultă din reminiscențele de ordin clasicist pe care le prezintă. El a socotit că modul de abordare și de înfăptuire a acestei picturi, este datorat de intenția artistului de a face pe plac consumatorului de artă din acele timpuri. Astfel, el a reliefat peste măsură figurile principale ale compoziției, chiar cu riscul de a le face să iasă pur și simplu din peisaj. Se poate observa o subliniere a elementului de tip anecdotic, lucru destul de neobișnuit în opera lui Grigorescu. Există în Tezaurul României o schiță în ulei a Spălătoreselor la râu intitulată La râu, schiță care dovedește fără tăgadă că pictorul și-a impus o viziune a compoziției care nu mai putea a fi una proprie, ținând cont de evoluția pe care arta sa o luase la Barbizon. Privind comparativ schița și lucrarea definitivată, se poate constata că pe cât este de terminat tabloul finisat, în ce privește elementele de compoziție, pe atât de este mai liberă schița, ea având forme din pete de culoare integrate pe deplin în structura cromatică generală. Figurile din versiunea de la Expoziția Tezaurului au cu adevărat însușiri de exactitate. Se vede cu ușurință că efectul plastic a fost obținut printr-o tușă subordonată formei, în timp ce desenul s-a impus cu eleganță și virtuozitate. Materia însăși trăiește cu intensitate cromatică, iar tonurile au fost accentuate cu savoare și ingeniozitate. Acestea din urmă, din păcate, par a fi adăugate peisajului, ele nefăcând parte integrantă din acesta.
Materia îmbrăcăminții, cu precădere șorțul spălătoresei aflată în picioare, amintește de opera lui Corot care în anul 1866 a expus la Salonul Oficial câteva tablouri cu personaje. Există și alte tablouri pregătitoare pentru Spălătorese la râu. Acestea sunt Țărănci franceze spălând rufe la râu și Măgarul cu samar, aflat la Muzeul Național de Artă al României. Cel cu țărăncile franceze are pe verso două studii asemănătoare pentru măgar, alături de care, studiind mai atent, se descoperă siluete vagi de țărănci, schițate abia vizibil. Aceste desene reliefează spiritul cu care pictorul a pregătit compoziția finală, destinată a se confrunta într-un mod direct cu exigențele consumatorului de artă.